# Liste der FFH-Gebiete im Landkreis Aschaffenburg
Die Liste der FFH-Gebiete im Landkreis Aschaffenburg zeigt die FFH-Gebiete des unterfränkischen Landkreises Aschaffenburg in Bayern.
Teilweise überschneiden sie sich mit bestehenden Natur-, Landschaftsschutz- und EU-Vogelschutzgebieten.
Im Landkreis befinden sich insgesamt sechs und zum Teil mit anderen Landkreisen überlappende FFH-Gebiete.
| Extensivwiesen und Ameisenbläulinge in und um Aschaffenburg       |    | 6021-371 WDPA: 555521299 | Landkreis Aschaffenburg, Aschaffenburg                                 |  | ⊙ | 250,82    |  |
| Hochspessart                                                      |    | 6022-371 WDPA: 555521300 | Landkreis Aschaffenburg, Landkreis Main-Spessart, Landkreis Miltenberg |  | ⊙ | 17.415,57 |  |
| Lohrbach- und Aubach-Tal                                          |    | 5922-371 WDPA: 555521229 | Landkreis Aschaffenburg, Landkreis Main-Spessart                       |  | ⊙ | 363,78    |  |
| Naturschutzgebiet 'Alzenauer Sande'                               |    | 5920-301 WDPA: 555521225 | Landkreis Aschaffenburg                                                |  | ⊙ | 95,00     |  |
| Vorkommen von Wiesenknopf-Ameisenbläulingen im Lkr. Aschaffenburg | BW | 5921-301 WDPA: 555521227 | Landkreis Aschaffenburg                                                |  | ⊙ | 12,00     |  |
| Wiesen und Magerrasen zwischen Hösbach und Rottenberg             |    | 5921-371 WDPA: 555521228 | Landkreis Aschaffenburg                                                |  | ⊙ | 274,48    |  |
| Legende für Fauna-Flora-Habitat                                   |    |                          |                                                                        |  |   |           |  |